# Сталин (книга Сервиса)
«Сталин: биография» (англ. Stalin: A Biography) — однотомная биография Иосифа Сталина, написанная профессором русской истории Оксфордского университета и членом британской академии общественных наук Робертом Сервисом в 2004 году. Книга представляет собой подробный рассказ о жизни советского лидера: она освещает его молодость, приход к власти и период правления.

## Награды
- Independent Publisher Book Award, Biography Category (2006)
- A Washington Post Book World «Best Books of the Year» Selection (2005)